# هیچ‌کس نمی‌داند (مجموعه تلویزیونی)
هیچ‌کس نمی‌داند (انگلیسی: Nobody Knows؛‏ کره‌ای: 아무도 모른다) یک مجموعه تلویزیونی محصول کره جنوبی سال ۲۰۲۰ با بازی کیم سو هیونگ، ریو دوک هوان، پارک هون و آن جی هو است. این مجموعه از ۲ مارس تا ۲۱ آوریل ۲۰۲۰ از اس‌بی‌اس پخش شد. قبل از پخش هیچ‌کس نمی‌داند، یک وب‌تون که نشان می‌دهد چرا شخصیت اصلی، چا یونگ جین (کیم سو هیونگ)، کارآگاه شد، در کاکائو پیج منتشر شد.